# Playoffs NBA 1968
Navigation
1967 1969
Les playoffs NBA 1968 sont les playoffs de la saison 1967-1968. Ils se terminent sur la victoire des Celtics de Boston face aux Lakers de Los Angeles quatre matches à deux lors des Finales NBA.

## Qualification pour les playoffs
| Champion de division | Qualifié pour les playoffs | Éliminé des playoffs |

| Franchise             | V  | D  | PCT    | R  | Dom   | Ext   | N   | Div   |
| --------------------- | -- | -- | ------ | -- | ----- | ----- | --- | ----- |
| 76ers de Philadelphie | 62 | 20 | 75,6 % | –  | 27–8  | 26–12 | 9–0 | 29–11 |
| Celtics de Boston     | 54 | 28 | 65,9 % | 8  | 28–9  | 21–16 | 5–3 | 24–16 |
| Knicks de New York    | 43 | 39 | 52,4 % | 19 | 20–17 | 21–16 | 2–6 | 19–21 |
| Pistons de Détroit    | 40 | 42 | 48,8 % | 22 | 21–11 | 12–23 | 7–8 | 15–25 |
| Royals de Cincinnati  | 39 | 43 | 47,6 % | 23 | 18–12 | 13–23 | 8–8 | 18–22 |
| Bullets de Baltimore  | 36 | 46 | .439   | 26 | 17–19 | 12–23 | 7–4 | 15–25 |

| Franchise                 | V  | D  | PCT    | R  | Dom   | Ext   | N    | Div   |
| ------------------------- | -- | -- | ------ | -- | ----- | ----- | ---- | ----- |
| Hawks de Saint-Louis      | 56 | 26 | 68,3 % | –  | 25–7  | 22–13 | 9–6  | 31–9  |
| Lakers de Los Angeles     | 52 | 30 | 63,4 % | 4  | 30–11 | 18–19 | 4–0  | 28–12 |
| Warriors de San Francisco | 43 | 39 | 52,4 % | 13 | 27–14 | 16–23 | 0–2  | 24–16 |
| Bulls de Chicago          | 29 | 53 | 35,4 % | 27 | 11–22 | 12–24 | 6–7  | 11–29 |
| SuperSonics de Seattle    | 23 | 59 | 28,0 % | 33 | 10–21 | 7–24  | 6–14 | 15–25 |
| Rockets de San Diégo      | 15 | 67 | 18,3 % | 41 | 8–33  | 4–26  | 3–8  | 11–29 |

## Fonctionnement
Dans chaque Division, les quatre meilleures équipes sont qualifiées pour les playoffs au terme de la saison régulière.
Lors des Demi-finales de Division, le premier ffronte le quatrième et le deuxième affronte le troisième dans une série au meilleur des sept matches. Les gagnanst se rencontrent ensuite en Finales de Division au meilleur des sept matches. Les deux gagnants se rencontrent lors des finales NBA, qui se jouent au meilleur des sept matches.
Les séries se déroulent de la manière suivante :
| Match | Division (demi-finales et finales) | Division (demi-finales et finales) | Finales NBA     |                |                |
| Match | Est                                | Ouest                              | Finales NBA     |                |                |
| ----- | ---------------------------------- | ---------------------------------- | --------------- | -------------- | -------------- |
| 1     | Est                                | Ouest                              | Meilleur bilan  | Meilleur bilan | Meilleur bilan |
| 2     | Moins bon bilan                    | Meilleur bilan                     | Meilleur bilan  |                |                |
| 3     | Meilleur bilan                     | Moins bon bilan                    | Moins bon bilan |                |                |
| 4     | Moins bon bilan                    | Moins bon bilan                    | Moins bon bilan |                |                |
| 5     | Meilleur bilan                     | Meilleur bilan                     | Meilleur bilan  |                |                |
| 6     | Moins bon bilan                    | Moins bon bilan                    | Moins bon bilan |                |                |
| 7     | Meilleur bilan                     | Meilleur bilan                     | Meilleur bilan  |                |                |

## Tableau
|  | Demi-finales de Division | Demi-finales de Division  | Demi-finales de Division |                       |   | Finales de Division       | Finales de Division | Finales de Division |  |  | Finales NBA | Finales NBA       | Finales NBA |
|  |                          |                           |                          |                       |   |                           |                     |                     |  |  |             |                   |             |
|  | 1                        | 76ers de Philadelphie     | 4                        |                       |   |                           |                     |                     |  |  |             |                   |             |
|  | 3                        | Knicks de New York        | 2                        |                       |   |                           |                     |                     |  |  |             |                   |             |
|  | 3                        | Knicks de New York        | 2                        |                       | 3 | 76ers de Philadelphie     | 3                   |                     |  |  |             |                   |             |
|  | Division Est             |                           |                          |                       | 3 | 76ers de Philadelphie     | 3                   |                     |  |  |             |                   |             |
|  |                          |                           | 2                        | Celtics de Boston     | 4 |                           |                     |                     |  |  |             |                   |             |
|  | 4                        | Pistons de Détroit        | 2                        | Celtics de Boston     | 4 | 2                         |                     |                     |  |  |             |                   |             |
|  | 4                        | Pistons de Détroit        |                          |                       |   | 2                         |                     |                     |  |  |             |                   |             |
|  | 2                        | Celtics de Boston         | 4                        |                       |   |                           |                     |                     |  |  |             |                   |             |
|  |                          |                           |                          |                       |   |                           |                     |                     |  |  | E2          | Celtics de Boston | 4           |
|  |                          |                           | O2                       | Lakers de Los Angeles | 2 |                           |                     |                     |  |  |             |                   |             |
|  | 1                        | Hawks de Saint-Louis      | 2                        |                       |   |                           |                     |                     |  |  |             |                   |             |
|  | 3                        | Warriors de San Francisco | 4                        |                       |   |                           |                     |                     |  |  |             |                   |             |
|  | 3                        | Warriors de San Francisco | 4                        |                       | 3 | Warriors de San Francisco | 0                   |                     |  |  |             |                   |             |
|  | Division Ouest           |                           |                          |                       | 3 | Warriors de San Francisco | 0                   |                     |  |  |             |                   |             |
|  |                          |                           | 2                        | Lakers de Los Angeles | 4 |                           |                     |                     |  |  |             |                   |             |
|  | 4                        | Bulls de Chicago          | 2                        | Lakers de Los Angeles | 4 | 1                         |                     |                     |  |  |             |                   |             |
|  | 4                        | Bulls de Chicago          |                          |                       |   | 1                         |                     |                     |  |  |             |                   |             |
|  | 2                        | Lakers de Los Angeles     | 4                        |                       |   |                           |                     |                     |  |  |             |                   |             |

## Scores

### Demi-finales de Division

#### Division Est
(1) 76ers de Philadelphie vs. (3) Knicks de New York: les 76ers gagnent la série 4-2
(2) Celtics de Boston vs. (4) Pistons de Détroit: les Celtics gagnent la série 4-2

#### Division Ouest
(1) Hawks de Saint-Louis vs. (3) Warriors de San Francisco: les Warriors gagnent la série 4-2
(2) Lakers de Los Angeles vs. (4) Bulls de Chicago: les Lakers gagnent la série 4-1

### Finales de Division

#### Division Est
(1) 76ers de Philadelphie vs. (2) Celtics de Boston: les Celtics gagnent la série 4-3

#### Division Ouest
(2) Lakers de Los Angeles vs. (3) Warriors de San Francisco: les Lakers gagnent la série 4-0

### Match 1
| 21 avril 1968 | Rapport | Lakers de Los Angeles 101, Celtics de Boston 107   | Lakers de Los Angeles 101, Celtics de Boston 107 | Lakers de Los Angeles 101, Celtics de Boston 107 |  | Boston Garden, Boston Affluence : 9 546 |
| 21 avril 1968 | Rapport | Score par quart-temps : 28-29, 33-19, 44-33, 16-26 |                                                  |                                                  |  | Boston Garden, Boston Affluence : 9 546 |
| 21 avril 1968 | Rapport | Jerry West 25                                      | Points                                           | Bailey Howell 20                                 |  | Boston Garden, Boston Affluence : 9 546 |
| 21 avril 1968 | Rapport | Boston mène la série 1 à 0                         |                                                  |                                                  |  | Boston Garden, Boston Affluence : 9 546 |

### Match 2
| 24 avril 1968 | Rapport | Lakers de Los Angeles 123, Celtics de Boston 113   | Lakers de Los Angeles 123, Celtics de Boston 113 | Lakers de Los Angeles 123, Celtics de Boston 113 |  | Boston Garden, Boston Affluence : 14 780 |
| 24 avril 1968 | Rapport | Score par quart-temps : 28-27, 26-27, 36-27, 33-32 |                                                  |                                                  |  | Boston Garden, Boston Affluence : 14 780 |
| 24 avril 1968 | Rapport | Jerry West 35                                      | Points                                           | John Havlicek 24                                 |  | Boston Garden, Boston Affluence : 14 780 |
| 24 avril 1968 | Rapport | Égalité dans la série 1 à 1                        |                                                  |                                                  |  | Boston Garden, Boston Affluence : 14 780 |

### Match 3
| 26 avril 1968 | Rapport | Celtics de Boston 127, Lakers de Los Angeles 119   | Celtics de Boston 127, Lakers de Los Angeles 119 | Celtics de Boston 127, Lakers de Los Angeles 119 |  | Green Western Forum, Inglewood Affluence : 17 011 |
| 26 avril 1968 | Rapport | Score par quart-temps : 36-28, 33-34, 34-25, 24-32 |                                                  |                                                  |  | Green Western Forum, Inglewood Affluence : 17 011 |
| 26 avril 1968 | Rapport | John Havlicek 27                                   | Points                                           | Jerry West 33                                    |  | Green Western Forum, Inglewood Affluence : 17 011 |
| 26 avril 1968 | Rapport | Boston mène la série 2 à 1                         |                                                  |                                                  |  | Green Western Forum, Inglewood Affluence : 17 011 |

### Match 4
| 28 avril 1968 | Rapport | Celtics de Boston 105, Lakers de Los Angeles 118   | Celtics de Boston 105, Lakers de Los Angeles 118 | Celtics de Boston 105, Lakers de Los Angeles 118 |  | Green Western Forum, Inglewood Affluence : 17 141 Arbitres : = |
| 28 avril 1968 | Rapport | Score par quart-temps : 21-26, 23-26, 31-28, 30-38 |                                                  |                                                  |  | Green Western Forum, Inglewood Affluence : 17 141 Arbitres : = |
| 28 avril 1968 | Rapport | Bailey Howell 24                                   | Points                                           | Jerry West 38                                    |  | Green Western Forum, Inglewood Affluence : 17 141 Arbitres : = |
| 28 avril 1968 | Rapport | Égalité dans la série 1 à 1                        |                                                  |                                                  |  | Green Western Forum, Inglewood Affluence : 17 141 Arbitres : = |

### Match 5
| 30 avril 1968 | Rapport | Lakers de Los Angeles 117, Celtics de Boston 120              | Lakers de Los Angeles 117, Celtics de Boston 120 | Lakers de Los Angeles 117, Celtics de Boston 120 | OT | Boston Garden, Boston Affluence : 14 780 |
| 30 avril 1968 | Rapport | Score par quart-temps : 20-34, 34-22, 18-30, 36-22, OT : 9-12 |                                                  |                                                  | OT | Boston Garden, Boston Affluence : 14 780 |
| 30 avril 1968 | Rapport | Jerry West 35                                                 | Points                                           | John Havlicek 31                                 | OT | Boston Garden, Boston Affluence : 14 780 |
| 30 avril 1968 | Rapport | Boston mène la série 3 à 2                                    |                                                  |                                                  | OT | Boston Garden, Boston Affluence : 14 780 |

### Match 6
| 2 mai 1968 | Rapport | Celtics de Boston 124, Lakers de Los Angeles 109                     | Celtics de Boston 124, Lakers de Los Angeles 109 | Celtics de Boston 124, Lakers de Los Angeles 109 |  | Green Western Forum, Inglewood Affluence : 17 392 Arbitres : = |
| 2 mai 1968 | Rapport | Score par quart-temps : 35-28, 35-22, 24-28, 30-31                   |                                                  |                                                  |  | Green Western Forum, Inglewood Affluence : 17 392 Arbitres : = |
| 2 mai 1968 | Rapport | John Havlicek 40                                                     | Points                                           | Elgin Baylor 28                                  |  | Green Western Forum, Inglewood Affluence : 17 392 Arbitres : = |
| 2 mai 1968 | Rapport | Boston gagne la série 4 à 2 et obtient un 10e titre de champion NBA. |                                                  |                                                  |  | Green Western Forum, Inglewood Affluence : 17 392 Arbitres : = |